# 9069 Говланд
9069 Говланд (9069 Hovland) — астероїд головного поясу, відкритий 16 липня 1993 року.
Тіссеранів параметр щодо Юпітера — 3,854.